# Devyani Rana
Devyani Rana, o Kunwarani Devyani Rajya Lakshmi (1972), è una nobile nepalese conosciuta per la relazione sentimentale con il principe ereditario Dipendra del Nepal, da molti ritenuta alla base della strage di Palazzo del 1º giugno 2001.

## Biografia
Devyani discende da Mohan Shamsher Jang Bahadur Rana, ultimo Maharaja di Lambjang e Kaski, esiliato in India dopo il ritorno nel 1951 del re Tribhuvan in Nepal e la fine del dominio dei Rana. Il padre di Devyani è Pashupati Shamsher Jang Bahadur Rana, influente uomo politico nepalese sin dal periodo del Panchayat e attuale presidente del Rastriya Prajatantra Party, partito di ispirazione liberale nazionalista e vicino alla Monarchia. La madre, Rani Usha Raje Scindia, lontana cugina del marito, è la figlia dell'ultimo Maharaja regnante di Gwalior, George Jivaji Rao Scindia, ed è legata ad influenti politici indiani. Sua sorella è Urvashi Khemka (nata Urvashi Rajya Lakshmi).
Proprio queste origini sembrano aver contribuito all'impedimento delle sue nozze con il principe ereditario Dipendra del Nepal: si temeva infatti, oltre ad altre considerazioni religiose o di opportunità, che i forti legami con l'India potessero sollevare il malumore della popolazione nepalese, che da sempre vede nel vicino paese un possibile vorace nemico. Subito dopo il massacro reale del 2001, Devyani si è ritirata dai parenti in India per sfuggire all'attenzione della stampa. Il 23 febbraio 2007 ha sposato il Kunwar Aishwarya Singh di Singrauli, di illustre famiglia indiana. Attualmente Devyani lavora per l'UNDP. Devyani Rana ha un figlio, nato nel 2010, di nome  Adidev Singh.

## Genealogia
|                                      |                                                        |                                                                   | Genitori                                                                 |  |  | Nonni                             |  |  | Bisnonni                         |  |
|                                      |                                                        |                                                                   |                                                                          |  |  | Bijaya Shamsher Jang Bahadur Rana |  |  | Mohan Shamsher Jang Bahadur Rana |  |
|                                      |                                                        |                                                                   |                                                                          |  |  | Bijaya Shamsher Jang Bahadur Rana |  |  | Mohan Shamsher Jang Bahadur Rana |  |
|                                      |                                                        | Maharani Dikshya Kumari, figlia del Kunwar Indar Bir Singh Rathor |                                                                          |  |  | Bijaya Shamsher Jang Bahadur Rana |  |  |                                  |  |
| Pashupati Shamsher Jang Bahadur Rana |                                                        |                                                                   |                                                                          |  |  | Bijaya Shamsher Jang Bahadur Rana |  |  |                                  |  |
|                                      |                                                        | Rani Sarala Kumari Rajya Lakshmi Singh                            | Mian Mahendra Singh di Suket                                             |  |  |                                   |  |  |                                  |  |
|                                      |                                                        | Rani Sarala Kumari Rajya Lakshmi Singh                            | Mian Mahendra Singh di Suket                                             |  |  |                                   |  |  |                                  |  |
|                                      |                                                        | Rani Sarala Kumari Rajya Lakshmi Singh                            | una figlia di Rana Trilok Singh di Mangal                                |  |  |                                   |  |  |                                  |  |
| Devyani Rana                         |                                                        | Rani Sarala Kumari Rajya Lakshmi Singh                            |                                                                          |  |  |                                   |  |  |                                  |  |
|                                      | George Jivaji Rao Scindia Bahadur, Maharaja di Gwalior | Madho Rao Scindia Bahadur, Maharaja di Gwalior                    |                                                                          |  |  |                                   |  |  |                                  |  |
|                                      | George Jivaji Rao Scindia Bahadur, Maharaja di Gwalior | Madho Rao Scindia Bahadur, Maharaja di Gwalior                    |                                                                          |  |  |                                   |  |  |                                  |  |
|                                      | George Jivaji Rao Scindia Bahadur, Maharaja di Gwalior | Maharani Gajra Bai Raje Sahib Scindia                             |                                                                          |  |  |                                   |  |  |                                  |  |
| Rani Usha Raje Scindia               | George Jivaji Rao Scindia Bahadur, Maharaja di Gwalior |                                                                   |                                                                          |  |  |                                   |  |  |                                  |  |
|                                      |                                                        | Vijaya Raje Sahib Scindia (Lekha Divyeshwari Rajya Lakshmi Devi)  | Thakur Mahendra Singh di Kotla                                           |  |  |                                   |  |  |                                  |  |
|                                      |                                                        | Vijaya Raje Sahib Scindia (Lekha Divyeshwari Rajya Lakshmi Devi)  | Thakur Mahendra Singh di Kotla                                           |  |  |                                   |  |  |                                  |  |
|                                      |                                                        | Vijaya Raje Sahib Scindia (Lekha Divyeshwari Rajya Lakshmi Devi)  | Chuda Devashwari Devi, figlia del Gen. Raja Khadga Shamsher Jang Bahadur |  |  |                                   |  |  |                                  |  |
|                                      |                                                        | Vijaya Raje Sahib Scindia (Lekha Divyeshwari Rajya Lakshmi Devi)  |                                                                          |  |  |                                   |  |  |                                  |  |

Nota:
- Mian è un titolo portato da alcuni maschi discendenti da Sovrani Rajput e Sikh del Punjab.
- Kunwar è un titolo portato diffusamente dai discendenti maschi di Sovrani Rajput.
- Thakur è il titolo di alcuni Sovrani ereditari di stati indiani di piccole dimensioni, ma può essere anche portato da alcuni nobili.